# Jacques Labrousse
Pas d'image ? Cliquez ici

a Compétitions nationales et continentales officielles uniquement.

Jacques Labrousse, né le 11 octobre 1916 à Villefranche-de-Rouergue et mort le 5 novembre 2010 à Narbonne, est un joueur de rugby à XV et de rugby à XIII évoluant au poste de deuxième ligne ou de troisième ligne dans les années 1930, 1940 et 1950.
Sa carrière sportive est composée de trois phases. La première se déroule au club de rugby à XV du RC Narbonne. Il change de code de rugby pour du rugby à XIII en janvier 1937 et joue durant à Bordeaux XIII remportant le Championnat de France en 1937 aux côtés de Marcel Nourrit, Henri Mounès, Marcel Villafranca, Raoul Bonamy et Louie Brown. Au sortir de la guerre, il reste dans le rugby à XIII et joue alors pour le FC Lézignan.

## Biographie
Grand espoir du rugby à XV, il est titulaire au RC Narbonne avant un départ début janvier 1937 pour le rugby à XIII à Bordeaux XIII. Cinq mois plus tard, il remporte le Championnat de France 1937. Initialement sélectionné pour la Coupe d'Europe des nations 1939 pour affronter l'Angleterre, il déclare forfait en raison d'une blessure à la cuisse. La France remporte sur cette édition sa première victoire sur le sol anglais et s'adjugera la Coupe d'Europe.

## Palmarès

### Rugby à XIII
- Collectif :
  - Vainqueur du Championnat de France : 1937 (Bordeaux).

#### Statistiques
| Saison    | Saison   | Championnat           | Championnat | Championnat | Championnat | Championnat | Championnat | Championnat | Coupe           | Coupe      | Coupe | Coupe | Coupe | Coupe | Coupe |
| Saison    | Saison   | Comp.                 | Class.      | M           | Pts         | Ess.        | Buts        | Dp.         | Comp.           | Class.     | M     | Pts   | Ess.  | Buts  | Dp.   |
| --------- | -------- | --------------------- | ----------- | ----------- | ----------- | ----------- | ----------- | ----------- | --------------- | ---------- | ----- | ----- | ----- | ----- | ----- |
| 1936-1937 | Bordeaux | Championnat de France | Vainqueur   | ?           | -           | -           | -           | -           | Coupe de France | 1/2 finale | ?     | -     | -     | -     | -     |
| 1937-1938 | Bordeaux | Championnat de France | 1/2 finale  | ?           | -           | -           | -           | -           | Coupe de France | 1/4 finale | ?     | -     | -     | -     | -     |
| 1938-1939 | Bordeaux | Championnat de France | 1/2 finale  | ?           | -           | -           | -           | -           | Coupe de France | 1/2 finale | ?     | -     | -     | -     | -     |